# Dornswalde
Dornswalde ist ein Ortsteil der Stadt Baruth/Mark im Landkreis Teltow-Fläming in Brandenburg, Deutschland.

## Geographie
Das Rundlingsdorf Dornswalde liegt rund 40 Kilometer von der Südgrenze der Stadt Berlin und rund sieben Kilometer östlich von Baruth entfernt am nördlichen Rand des Baruther Urstromtals. Weitere Nachbarorte und ebenfalls Ortsteile von Baruth sind (im Uhrzeigersinn, von Süden beginnend) Glashütte, Klasdorf und Radeland sowie Rietzneuendorf-Staakow (Landkreis Dahme-Spreewald).
Dornswalde liegt an der in Nord-Süd-Richtung verlaufenden BAB 13 zwischen Teupitz und Lübbenau/Spreewald.
Ein Großteil der Gemarkung besteht aus weitläufigen Wiesenflächen. Zur Entwässerung des Baruther Urstromtals legten die Bewohner ein Grabensystem an, darunter den Baruther Buschgraben. 1978 wurde ein Schöpfwerk zur besseren Regulierung des Wasserstandes fertiggestellt. Die Umgebung bietet Lebensraum für zahlreiche Wasservögel.

## Geschichte

### 15. und 16. Jahrhundert
Dornswalde wurde erstmals im Jahr 1444 als an denritzwalde urkundlich erwähnt und gehörte von vor 1444 bis 1872 zur Standesherrschaft Baruth „mit allem Recht“. Im Jahr 1465 erschien die Schreibweise Im dorffe derntzwalde. Aus dem Jahr 1474 ist ein Verzeichnis Der Mannschaft des Landes Sachsen Einkommen überliefert, das alle Einwohner der Standesherrschaft aufführte. Dornswalde erschien darin als Dorf (villa) mit drei Anteilen, die an die Familie von Schlieben verliehen wurden. Ein Anteil gehörte Balthasar von Schlieben. Dessen Richter gab zwei Scheffel Korn, zwei Scheffel Hafer sowie 30 Groschen (gr) für ein Lehnpferd. Ein weiterer Einwohner zahlte acht Scheffel Korn, zwei Scheffel Hafer und 22 gr, ein Bewohner zwei Scheffel Korn, zwei Scheffel Hafer und ebenfalls 22 gr. Ein Kossät bezahlte zwei Scheffel Korn, zwei Scheffel Hafer und 5 gr. Der zweite Anteil gehörte Offe und Jorge von Schlieben. Dessen Lehnmann bezahlte zwei Scheffel, zwei Scheffel Hafer sowie 1⁄2 Schock. Ein Bewohner zahlte drei Scheffel Korn, vier Scheffel Hafer und 20 gr, ein weiterer zwei Scheffel Korn, zwei Scheffel Hafer und 20 gr. Ein Bewohner bezahlte zwei Scheffel Korn, zwei Scheffel Hafer und 22 gr, ein Kossät zwei Scheffel Korn, zwei Scheffel Hafer und 10 gr. Ein Einwohner bezahlte 24 gr, zwei Einwohner gaben je zwei Scheffel Korn und zwei Scheffel Hafer sowie ein Einwohner ein Scheffel Korn. Ein dritter Anteil gehörte Magnus und Balthasar von Schlieben. Sie erhielten von zwei Einwohnern je 20 gr, von einem weiteren Einwohner zwei Scheffel Korn, zwei Scheffel Hafer und 20 gr. Im Jahr 1529 kam es zu einer Visitation, bei der in Dornswalde zwölf Hufner und sechs Gärtner (= Kossäten) festgestellt wurden. Deutlich detaillierte Angaben standen in der Türkensteuerveranlagung für alle Orte von 1542, in der die Abgaben aus der Reichstürkenhilfe aufgeführt wurden. Dort wurden erstmals spezifizierte Angaben über Haus, Hof, Garten und Hufenbesitz sowie den Viehbesatz niedergelegt. Für Dornswalde wurden darin für den Anteil der Witwe von Schlieben insgesamt zehn Steuerpflichtige aufgeführt. Sie zahlten einmal 60 Rheinische Gulden (fl), einmal 54 fl, einmal 48 fl, viermal 36 fl und dreimal 18 fl. Der Anteil der Brüder von Schlieben wurde mit drei Steuerpflichtigen angegeben. Einer von ihnen besaß Haus und Hof, vier Zugpferde, sechs Zugochsen, etlichen Acker, fünf Kühe, ein heuriges Fohlen, zwei Stirichen, zwei Färsen, 36 Schafe, eine Sau, vier Schweine und zahlte 82 1⁄2 fl. Ein anderer Bewohner besaß ebenfalls Haus und Hof, etlichen Acker, drei Pferde, vier Ochsen, drei Kühe, zwölf Schafe, eine Sau mit drei Ferkeln und zahlte Abgaben in Höhe von 45 1⁄2 fl. Ein weiterer Bewohner mit Haus und Hof besaß ebenfalls etliche Stücke Acker, zwei Zugpferde, vier Ochsen, drei Kühe, zwölf Schafe, eine Sau, fünf Schweine und leistete 46 fl Abgaben. Eine Hufenanzahl wurde allerdings nicht ausgewiesen. Das Landessteuerregister für die Herrschaft Baruth aus dem Jahr 1551 verzeichnete für Dornswalde 13 Veranlagte, von denen zwölf Güter und einer einen Hof besaßen. Der Richter zahlte 27 Schock, zwei weitere Personen je 21 Schock, eine Person 19 1⁄2  Schock, eine Person 17 Schock, eine weitere 16 Schock, drei Personen je 15 Schock, eine 12 1⁄2 Schock, eine weitere Person 9 1⁄2 Schock sowie einmal 8 1⁄2 Schock und einmal 6 1⁄2 Schock. Die Anzahl der Hufner (und Kossäten) erschien in einer erneuten Generalkirchenvisitation im Kurkreis im Jahr 1575 und ergab für Dornswalde 10 Hufner, darunter den Dorfschulzen und den Lehnmann. Das Dorf war seinerzeit nach Baruth eingekircht. Der dortige Pfarrer erhielt im Jahr 1575 von jedem Hufner ein Scheffel, vom Schulzen und Lehnmann zwei Scheffel, so auch im Jahr 1617. Weitere Nachweise über den Ort finden sich in der Einnahme an Gelde des Hauses Baruth Michaelis aus den Jahren 1593/1594. Die nach wie vor 13 Veranlagten verteilten sich auf neun Hufner, die zwei Mal 1 fl 20 gr, einmal 1 fl 9 gr (Schulze), 3 mal 1 fl 1 gr bezahlten. Die Kossäten leisteten einmal 1 fl 3 gr, einmal 10 gr und einmal 6 gr.

### 17. Jahrhundert
Aus der Zeit des Dreißigjährigen Krieges gab es keine Nachweise. Erst im Jahr 1672 bietet das Steuer Register des gräflich Solmsischen Ampts Baruth 1672 wieder Angaben über die Bauern und Gärtner. In Dornswalde gab zu dieser Zeit zehn Bauernhöfe, von denen allerdings nur drei besetzt waren – zwei davon mit dem Dorfschulzen und dem Lehnmann. Weitere sieben lagen demnach wüst. Von den vier Kossätenhöfen lagen drei wüst. Drei Jahre später hatte sich an dieser Situation noch nichts geändert. Im Jahr 1685 wurde von einem Lehnschulzen, dem Lehmann sowie drei Anspännern und zwei Kossäten berichtet.

### 18. Jahrhundert
Die Geographischen und statistischen Unterlagen zur Zürners Atlas Augusteus, Band 9 und 11: Nachrichten aus den Kreisen, Ämtern und Parochien aus dem Jahr 1715 berichten aus elf Bauernhöfen in Dornswalde, von denen die „Hälfte nicht recht angebaut“, also nicht besetzt waren. Die Matrikel des Kurkreises von 1718 berichtete von neun Hufnern und zwei Kossäten, die auf 21 Hufen insgesamt 63 Scheffel Aussaat ausbrachten. Im Jahr 1754 war die Gemarkung 22 1⁄2 Hufen groß, davon wurden im Jahr 1764 insgesamt 15 als reguliert, d. h. in den Abgaben ermäßigt, ausgewiesen. Im Jahr 1777 lebten in Dornswalde 21 Einwohner, darunter zehn Hufner, vier Halbhufner und sieben Häusler.

### 19. Jahrhundert
Im Jahr 1800 erschienen erstmals die Wohnplätze Forsthaus und Windmühle. Bis zum Jahr 1815 hatten sich im Dorf einige Gewerke niedergelassen; es gab einen Schneider, einen Stellmacher und einen Schmied. Im Jahr 1824 gab es erstmals ein Schulhaus sowie ein Hirtenhaus. In Dornswalde lebten zehn Bauern, darunter ein Lehnbauer, vier Kossäten und neun Häusler, während im Jahr 1837 lediglich von 26 Wohnhäusern berichtet wurde. Diese Anzahl stieg in den folgenden Jahrzehnten an: Im Jahr 1858 standen in Dornswalde insgesamt drei öffentliche, 38 Wohn- und 49 Wirtschaftsgebäude. Das Dorf war mittlerweile 8089 Morgen groß, darunter 4726 Morgen Acker, 1691 Morgen Wald, 1243 Morgen Weide, 286 Morgen Wiese und 143 Morgen Gehöfte. Der große Waldbestand führte zum Bau eines Försteretablissements, das um 1865 entstand, ein Jahr später in den Akten erschien und im Jahr 1871 als Wohnplatz Forsthaus Brand geführt wurde. Dort lebten zu dieser Zeit zwei Haushalte mit elf Einwohnern auf acht Morgen Land.

### 20. und 21. Jahrhundert

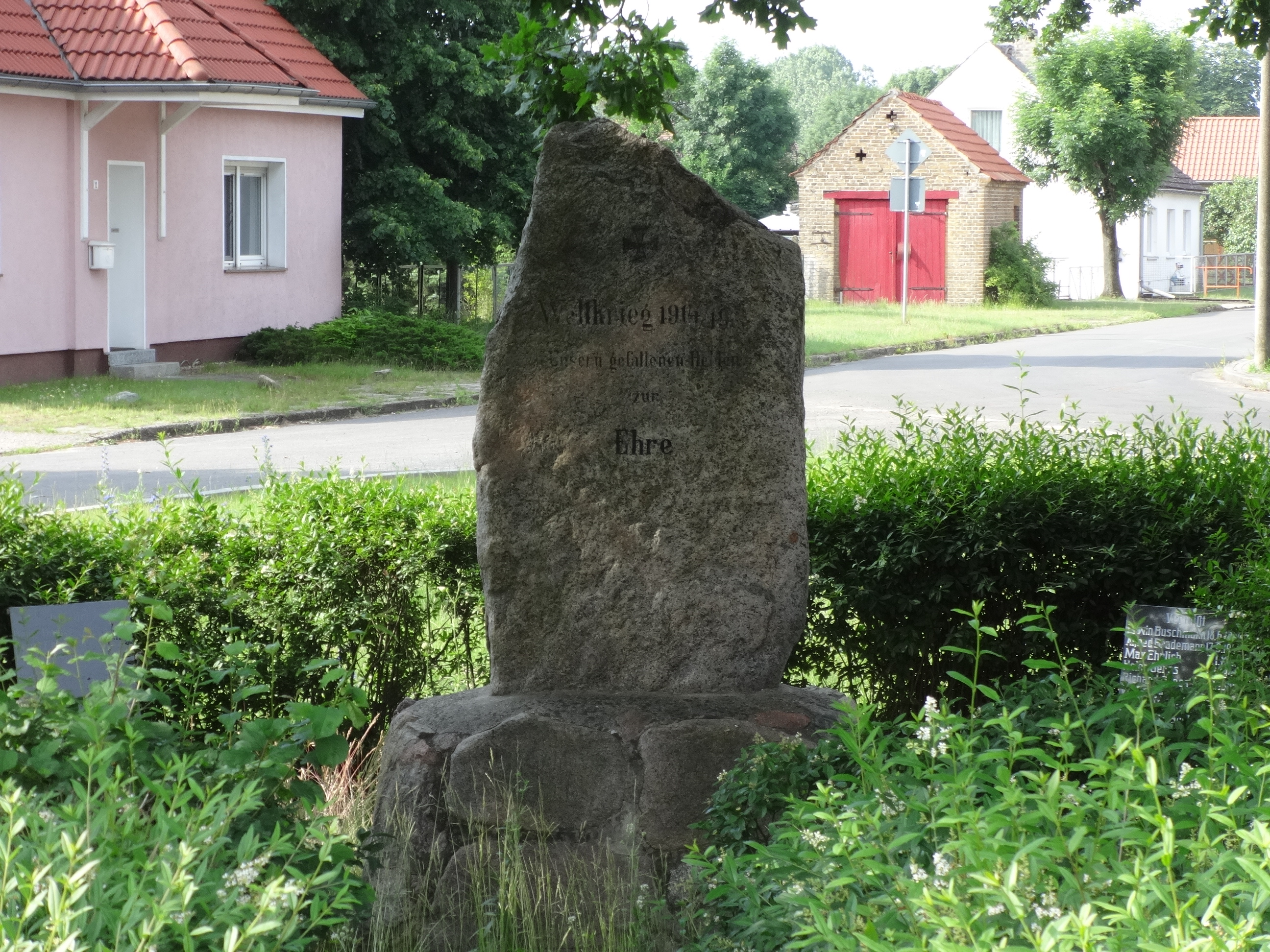
Weltkriegsdenkmal

Zur Jahrhundertwende standen in Dornswalde 52 Häuser. Es gab einen Anbauern, der 20 Hektar bewirtschaftete sowie sieben Bauern, die 185,25 Hektar, 177 Hektar, 113,50 Hektar, 113 Hektar, zweimal 60 Hektar und 55,50 Hektar bewirtschafteten. Im Dorf lebten ein Lehrer, eine Witwe, ein Förster und ein Gastwirt (dieser mit 60 Hektar) sowie fünf Häusler, die 15,55 Hektar, 9,52 Hektar, 7,68 Hektar, 7,50 Hektar und 6,48 Hektar besaßen. Der Kossät bewirtschaftete 51,50 Hektar, der Stammgutsbesitzer 7,3 Hektar, in Summe war das Dorf 1345,9 Hektar groß. Im Jahr 1929 wurden vom Gutsbezirk Baruth Schloß 0,3 Hektar eingemeindet. Zwei Jahre später bestanden die Landgemeinde Dornswalde mit dem Wohnplatz Forsthaus Brand. In dieser Zeit standen im Dorf 50 Wohnhäuser mit 57 Haushaltungen. Im Jahr 1939 gab es im Dorf vier land- und forstwirtschaftliche Betriebe, die über 100 Hektar bewirtschafteten. Sechs Betriebe hatten zwischen 20 und 100 Hektar, neun zwischen 10 und 20 Hektar, zwölf zwischen 5 und 10 Hektar und weitere zwölf zwischen 0,5 und 5 Hektar.
Nach dem Zweiten Weltkrieg wurden 616,8 Hektar enteignet, darunter 67,7 Hektar Acker, 89,1 Hektar Wiese und Weide, 460 Hektar Wald und 4 Hektar Hofräume. Davon gingen 70,9 Hektar an acht landlose Bauern und Landarbeiter, 112,2 Hektar an 30 landarme Bauern, 68,9 Hektar an vier Umsiedler, 1,2 Hektar an zwei Kleinpächter, 0,5 Hektar an einen nichtlandwirtschaftlichen Arbeiter und Angestellten, 339 Hektar an das Land Brandenburg, 20 Hektar an die Gemeinde und vier Hektar an den Bodenfonds. Im Jahr 1952 gründete sich eine LPG vom Typ I, die bereits sieben Jahre später in eine LPG Typ III umgewandelt wurde. Sie hatte 19 Mitglieder und 83 Hektar landwirtschaftlicher Nutzfläche. Im Jahr 1960 war sie auf 95 Mitglieder und 387 Hektar angewachsen und wurde im Jahr 1971 an die LPG Typ I Radeland angeschlossen. Fünf Jahre später erfolgte der Zusammenschluss mit der LPG Klasdorf mit Sitzung in Dornswalde. Im Jahr 1982 bestanden die LPG und Zwischengenossenschaftliche Einrichtung in der Landwirtschaft (ZGE) Jungrinderzucht, die zur LPG Jungrinderzucht Dornswalde zusammengeführt wurden. Sie bestand im Jahr 1983 als LPG Jungrinderzucht Dornswalde mit der Abteilung Radeland und dem Betriebsteil Klasdorf.
Am 31. Dezember 2001 wurde Dornswalde zusammen mit Klasdorf, Paplitz, Petkus und Schöbendorf in die Stadt Baruth eingemeindet.

### Bevölkerungsentwicklung
| Jahr              | 1817 | 1837 | 1858 | 1871 | 1885 | 1895 | 1905 | 1925 | 1939 | 1946 | 1964 | 1971 | 1981 |
| ----------------- | ---- | ---- | ---- | ---- | ---- | ---- | ---- | ---- | ---- | ---- | ---- | ---- | ---- |
| Einwohner         | 141  | 213  | 240  | 283  | 313  | 259  | 260  | 241  | 226  | 306  | 222  | 199  | 158  |
| + Forsthaus Brand |      |      |      | 16   | 15   | 17   | 10   | 12   |      |      |      |      |      |

## Kultur und Sehenswürdigkeiten

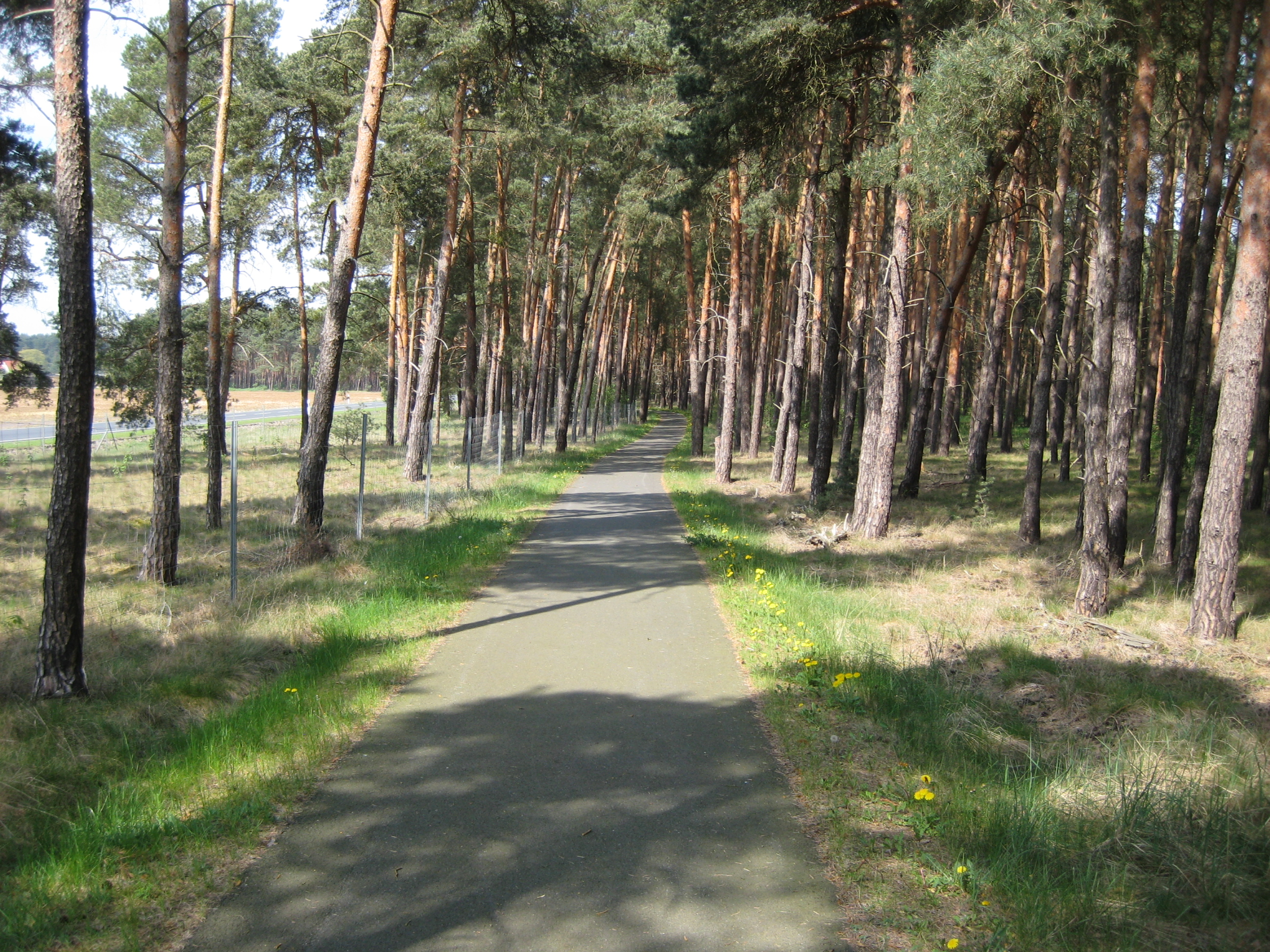
Teil des Radwegenetzes bei Dornswalde

- Der Verein Dorfgemeinschaft Dornswalde fördert kulturelle, sportliche und weitere gemeinschaftliche Veranstaltungen im Dorf und den umliegenden Gemeinden.
- Ein rund 10 Hektar großes Staubecken mit Inselanlage dient dem Angelsport.[3]
- In der Nähe liegen Strecken der Flaeming-Skate und den FlämingWalks.